# Anisonema
Anisonema is een geslacht in de taxonomische indeling van de Euglenozoa. Deze micro-organismen zijn eencellig en meestal rond de 15-40 mm groot. Het organisme behoort tot de familie Peranemaceae. Anisonema werd in 1841 ontdekt door Dujardin.

## Soorten
- A. acinus Dujardin, 1841
- A. emarginatum Stokes, 1887
- A. ovale G. A. Klebs, 1893
- A. prosgeobium Skuja, 1939
- A. pusillum Stokes, 1888
- A. trepidum Larsen, 1987